# Seyhan (district)
Pour les articles homonymes, voir Seyhan.
Seyhan (prononcé [sɛj'hɑn]) est un des deux districts métropolitains qui composent la ville d'Adana arrosée par le fleuve Seyhan, préfecture de la province d'Adana en Turquie.